# Martina Severová
Martina Severová (* 28. března 1975, Brno) je česká divadelní herečka a pěvkyně.
Od roku 1992 do roku 2003 působila ve zpěvohře Národního divadla v Brně. Od roku 2004 je ve stálém angažmá Městského divadla Brno.

## Role v Městském divadle Brno
- Greta – Čarodějky z Eastwicku
- Předkové Addamsovi – The Addams Family
- Baronka Chilletonová – Anna Karenina
- Bohatá Lady, Violetta (opera) – Pretty Woman
- Květuška, také Operní sbor – Proč bychom se netěšili na Smetanu
- Madame Peepee – Grand Hotel
- Učitelka ruštiny a jiné – Bítls
- Hostinská madame Monique – Ostrov pokladů
- Prostitutka – Les Misérables (Bídníci)